# Ruta Estatal de California 163
La Ruta Estatal 163, también llamada como la Autovía Cabrillo, es un tramo de una autovía de longitud de 11 millas (18 km) en la cual fue una vez el extremo sur de la Ruta Federal 395, pero en 1979 la ruta fue eliminada. La Ruta se divide desde la Interestatal 15 en el extremo sur de Miramar y se extiende al sur de la Interestatal 5, terminando en el centro de San Diego. El tramo de las 2.5 millas (4 kilómetros) más al sur de la Ruta 163, pasan sobre el Parque Balboa y bajo el Puente Cabrillo.
Según el Departamento de Transporte de California se tienen planes para ensanchar la autovía entre el Parque Balboa y la Interestatal 8 y la Interestatal 5 a fin de disminuir el tráfico, pero debido a las oposiciones de la comunidad es muy probable que haya sido cancelada.
Esta ruta forma parte de Sistema de Autovías y Vías Expresas de California y es eligible para el Sistema Estatal de Carreteras Escénicas.

## Intersecciones principales
Nota: a excepción donde los prefijos son con letras, los postes de mileajes fueron medidos en 1964, basados en la alineación y extendimiento de esa fecha, y no necesariamente reflejan el actual mileaje.
Toda la ruta se encuentra dentro del condado de San Diego.
| Mileaje | #  | Destinos                                         | Notas                                                                          |
| ------- | -- | ------------------------------------------------ | ------------------------------------------------------------------------------ |
| 0.60    | 1A | Ash Street                                       | Sin número de salida norte; la salida norte sólo es accesible desde la Calle A |
| 0.89    | 1A | I 5 norte / 4th Avenue – Los Ángeles             | La Salida Sur es parte de la Salida 1B                                         |
| 0.89    | 1B | I 5 sur / Park Boulevard                         | Salida sur y entrada norte                                                     |
| 1.62    | 1B | Quince Street – Balboa Park                      | Solamente Salida norte                                                         |
| 1.80    | 1C | Richmond Street – Zoológico de San Diego, Museos | Solamente Salida norte                                                         |
| 2.49    | 2A | Robinson Avenue                                  | Salida norte y entrada sur                                                     |
| 2.75    | 2A | Washington Street east (Bus. 8)                  | Señalizada como la Salida 2B norte                                             |
| 2.75    | 2B | Washington Street west (Bus. 8)                  | Sin Salida norte                                                               |
| 2.98    | 2C | University Avenue                                | Sin Salida Norte                                                               |
| 3.74    | 3  | I 8 / Hotel Circle – El Centro                   | Señalizadas como las Salidas 3A (este) y 3B (oeste)                            |
| 4.37    | 4  | Friars Road                                      | La Salida norte es parte de la Salida 3B                                       |
| 5.79    | 5  | Genesee Avenue                                   | Señalizada como las Salidas 5A (este) y 5B (oeste) norte                       |
| 6.54    | 6  | Mesa College Drive, Kearny Villa Road            | Salida norte y entrada sur                                                     |
| 7.04    | 7A | I 805 norte – Los Ángeles                        | Salida norte y entrada sur                                                     |
| 7.04    | 7A | I 805 sur                                        | Salida sur y entrada norte                                                     |
| 8.01    | 7B | Balboa Avenue                                    | Antigua SR 274                                                                 |
| 8.81    | 8  | Clairemont Mesa Boulevard                        |                                                                                |
| 9.55    | 9A | SR 52 este                                       | Salida norte y entrada sur                                                     |
| 9.55    | 9B | SR 52 oeste                                      | Señalizada como la Salida 9 sur; sin salida norte                              |
| R10.84  | 10 | Kearny Villa Road                                | Antigua I-15                                                                   |
| R11.66  |    | I 15 norte                                       | Salida norte y entrada sur                                                     |